# 阿克塞尔·弗雷德里克·克龙斯泰特
阿克塞尔·弗雷德里克·克龙斯泰特（1722年12月23日—1765年8月19日）是一个瑞典矿物学家和化学家，于1751年以矿务局专家的身份发现了镍元素。他试图从假铜矿（fake copper）中提取铜而发现了镍，这种矿石其实是红砷镍矿。他是钴的发现者乔治·勃兰特的学生。